# TT-skala

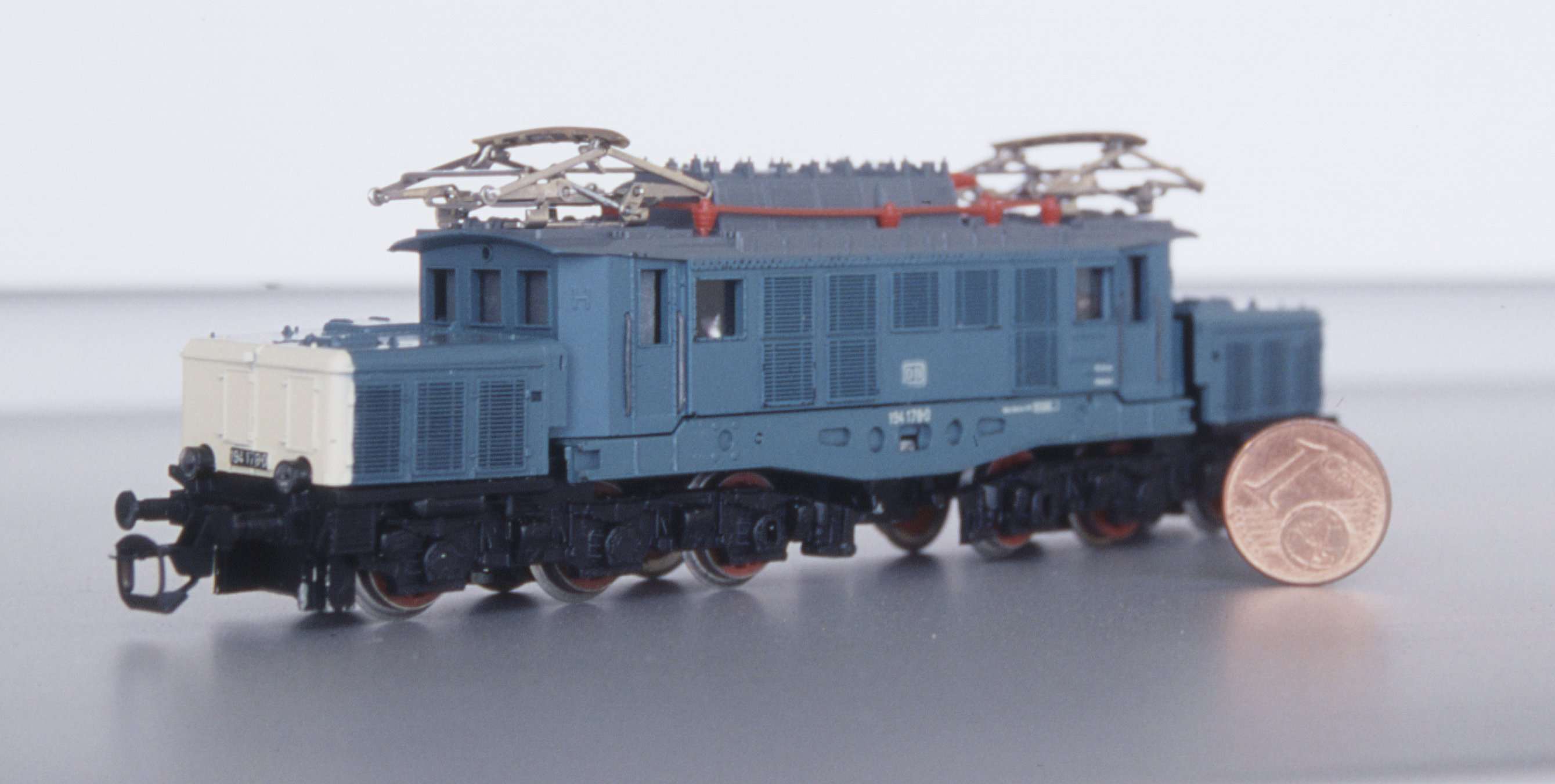
Lok i skala TT. Som jämförelse syns ett europeiskt encentsmynt.

TT-skala (TT är en akronym för engelskans Table Top) är en modelljärnvägsskala. TT innebär skala 1:120 och spårvidd 12 mm, tvåräls likström. Skalan utvecklades ursprungligen i USA, men har där blivit utkonkurrerad av den mindre N-skalan. Därefter blev Tyskland och Centraleuropa de största marknaderna, och detta avspeglas tydligt i utbudet. På senare tid har skalan också introducerats i Storbritannien. 
Skalan benämns ofta i de länder där den är populär som ”den gyllene medelvägen”, det vill säga ett utmärkt mellanting mellan HO och N. På senare år har tre standarder för smalspår i TT etablerats: TTm, TTe och TTf, vilket står för meterspår (med 9 mm spårvidd), smalspår (med 6,5 mm spårvidd) och feldbahn (med 4,5 mm spårvidd).
TT-skalan upplever f.n. ett uppsving på kontinenten och Storbritannien. I Sverige har den dock alltid varit en marginell företeelse.

## Historia
TT-skalan uppfanns i USA Hal Joyce, som kom från bilindustrin. Hans företag H. P. Products grundades 1945, och de tillverkade tåg, vagnar, spår och tillbehör. På 1950-talet hade skalan viss popularitet, även om modellerna var mindre detaljerade än H0. Fler tillverkare anslöt sig, och skalan började också sprida sig till Europa, där Rokal, Zeuke och Tri-ang började producera tyska och brittiska modeller.
De främsta tillverkarna har traditionellt varit Zeuke/BTTB i DDR och Rokal i Västtyskland, men inget av dessa märken finns numera kvar. Rokal startade med TT på 1950-talet, men gick efter ett par årtionden i konkurs. På 60-talet dök N-skalan upp, och den konkurrerade snabbt ut TT på de flesta marknaderna. Framåt slutet av 60-talet fanns i stort sett bara det östtyska Zeuke kvar. 
Zeuke startade också sin tillverkning på slutet av 1950-talet, men blev på 1960-talet förstatligat under det nya namnet Berliner TT-bahnen VEB. Under de första två årtiondena höll modellerna en relativt hög nivå både detaljmässigt och funktionsmässigt jämfört med västliga tillverkare, men därefter avstannade utvecklingen, och efter 1970 utkom i stort sett inga nya modeller. Produktionen ökade dock markant, eftersom export av billiga modelltåg var ett sätt att få in västvaluta (andra exportprodukter till Väst var bland annat cykeldelar och grammofonskivor).
Efter Östblockets fall köptes BTTB upp av Tillig, och skalan har därefter upplevt en renässans. Modellerna från Tillig har förbättrats avsevärt jämfört med tidigare, samtidigt som att sortimentet breddats. Produkterna håller numera mycket god kvalitet.

## Utbud
På grund av att skalan överlevde främst i Östblocket, är det också där de flesta användare återfinns idag. Detta har en längre tid avspeglat sig i utbudet. Det finns en uppsjö av tyska, österrikiska, tjeckiska, slovakiska, ungerska och polska modeller. BTTB tillverkade under 80-talet en startsats för den svenska marknaden, med ommålade östtyska personvagnar, ett Rc-lok som var ett ommålad tjeckoslovakiskt ellok, och ett ommålat östtyskt diesellok. Ett par svenska godsvagnar tillverkades också, och kan fortfarande hittas begagnade. Tillig har senare tillverkat en svensk kylvagn märkt ”Milda”, och Roco har en godsvagn märkt ”green cargo” i sitt sortiment. Det finns även ett par danska modeller, främst dieselloket My, som dök upp i många olika versioner från Zeuke och BTTB och nu finns i en helt ny variant från Tillig, samt ett antal godsvagnar.
I dag är Tillig det tveklöst största producenten, men firmor som Piko, Kuehn och MTB har ett brett utbud. Sedan 2022 har också brittiska Hornby blivit aktivt i skalan, och man satsar hårt på att återinföra TT i Storbritannien. Ett ambitiöst program med ett stort antal lok och vagnar och ett helt nytt spårsystem lanserades på hösten 2022. 
Ett antal andra större tillverkare har börjat tillverka TT, till exempel Roco och Arnold. Vidare finns det en uppsjö mindre tillverkare som producerar modeller i TT med hög kvalitet, till exempel Peresvet, Loco, PMT och TT-model. Alla större tillbehörsproducenter, som Noch, Auhagen, Faller etc. tillverkar numera också i TT.